# Рара (национальный парк)
Рара (непальск. रारा राष्ट्रिय निकुञ्ज) — национальный парк на северо-западе Непала. Расположен в районах Джумла и Мугу зоны Карнали. Был основан в 1976 году. Занимает территорию 106 км², что делает его самым маленьким парком страны.
На территории парка находится крупнейшиее в Непале озеро Рара, расположенное на высоте 2990 м над уровнем моря. Высота парка изменяется от 2800 до 4039 м (пик Чучемара на южной стороне озера). С севера озеро обрамляют пики Рума-Канд и Малика-Канд.
На территории парка произрастают 1070 видов растений. До высоты 3200 м растительность представлена главным образом гималайской сосной, рододендроном, индийским можжевельником, западно-гималайской елью и гималайским кипарисом. Выше 3200 м преобладают хвойные леса из пихты, ели и сосны. Фауна представлена 51 видом млекопитающих, 241 видом птиц, 2 видами амфибий и рептилий и 3 видами рыб. Млекопитающие включают кабаргу, малую панду, ирбиса, гималайского медведя, индийского леопарда, гималайского тара, харзу, красного волка, гульмана, макака-резуса и др .
В 1979 году в озере Рара были найдены и описаны 3 новых вида рыб рода маринки. Кроме того, в том же 1979 году, здесь был обнаружен новый эндемичный вид лягушек — Nanorana rarica.